# Cloe Elmo
Cloe Elmo (ur. 9 kwietnia 1910 w Lecce, zm. 24 maja 1962 w Ankarze) – włoska śpiewaczka operowa, mezzosopran.

## Życiorys
Studiowała w Akademii Muzycznej św. Cecylii w Rzymie u Edwige Chibaudo. W 1932 roku zdobyła I nagrodę na konkursie śpiewaczym w Wiedniu. Zadebiutowała jako śpiewaczka operowa w 1934 roku w Cagliari rolą Santuzzy w Rycerskości wieśniaczej. Od 1936 do 1943 roku i ponownie od 1951 do 1954 roku związana była z mediolańską La Scalą. W 1947 roku wystąpiła jako Azucena w Trubadurze na deskach Metropolitan Opera w Nowym Jorku. W 1954 roku zakończyła karierę sceniczną i wyjechała do Ankary, gdzie uczyła śpiewu w miejscowym konserwatorium.
Zasłynęła rolami Adalgizy w Normie,  Azuceny w Trubadurze, Ulryki w Balu maskowym, Księżnej de Bouillon w Adrianie Lecouvreur, Ortrudy w Lohengrinie i Brangeny w Tristanie i Izoldzie.